# Partito Conservatore Colombiano
Il Partito Conservatore Colombiano (spagnolo: Partido Conservador Colombiano) è un partito politico colombiano di orientamento conservatore fondato nel 1849 da Mariano Ospina Rodríguez e da José Eusebio Caro.
L'originale programma del partito prevedeva:
- la difesa dei principi costituzionali e della legalità e la lotta all'autoritarismo monarchico e militare.
- la tutela della proprietà privata, con il rifiuto totale delle teorie marxiste.
- l'appoggio alla Chiesa Cattolica e al suo diritto di partecipare alla vita politica del paese;

A seguito dei profondi mutamenti socio-economici avvenuti in Colombia negli anni sessanta, il partito rielaborò il proprio programma, ponendosi nuovi obiettivi tra cui: pacificare la nazione annientando i movimenti ribelli; riformare la costituzione, al fine di promuovere la modernizzazione dello Stato; combattere la disoccupazione e la povertà; aumentare la sicurezza per i cittadini. I conservatori continuarono ad appoggiare la Chiesa Cattolica e a difendere le tradizioni locali e il libero commercio
Dal 1958 al 1978, condivise il potere con il Partito liberale come risultato dell'accordo del Front Nacional, che seguì la caduta del generale Gustavo Rojas Pinilla.
Fino al 2002 ha conteso la Presidenza del paese con il Partito Liberale Colombiano, di orientamento socialdemocratico; alle elezioni presidenziali del 2006 ha sostenuto il Presidente uscente Álvaro Uribe.
Nel 2010, per la prima volta nella storia del partito, si tennero delle elezioni primarie per scegliere un candidato per la presidenza. Noemí Sanin è stata nominata candidata presidenziale del Partito Conservatore, la prima donna a farlo.
Nelle elezioni legislative del 2006 il partito ha vinto 29 dei 166 seggi alla Camera dei Rappresentanti e 18 su 100 seggi al Senato.
Il partito è membro dell'Unione Democratica Internazionale che raccoglie la maggior parte dei partiti di destra, ed è osservatore dell'Internazionale Democratica Centrista, di orientamento democristiano.